# Ono no Komachi
Ono no Komachi, född 825, död 900, var en japansk waka-poet.  Hon var en av de sex Rokkasen, som ansågs vara de sex bästa waka-poeterna under Heianperioden i Japan. Hon räknades också till Poesins trettiosex odödliga. Hon var berömd för sin skönhet, och Komachi blev sedan en synonym för skönhet i Japan. Hennes diktning är utpräglat melankolisk och handlar ofta om ångest, ensamhet och passionerad kärlek. 
Ono no Komachis biografiska fakta är obekräftade. Enligt traditionen var hon dotter till adelsmannen Yoshisada, Herren av Dewa. Hon tros ha varit hovdam eller konkubin till en kejsare, troligen kejsar Ninmyō, som avled 850. Efter kejsarens död, ska hon ha haft kärleksförbindelser med ett stort antal män. Legenden skildrar Ono no Komachi som grym mot sina olyckligt förälskade älskare, och hur hon under sin ålderdom bestraffades av ödet för sin grymhet med att bli hånad sedan åldern berövat henne hennes skönhet. 